# دارکوب سینه‌خالدار
دارکوب سینه‌خالدار یا فلیکر سینه‌خالدار (نام علمی: Colaptes punctigula) گونه‌ای از پرندگان در زیرتیرهٔ Picinae از خانواده دارکوبان (Picidae) است. در پاناما و همه کشورهای آمریکای جنوبی به جز آرژانتین، شیلی، پاراگوئه و اروگوئه یافت می‌شود.

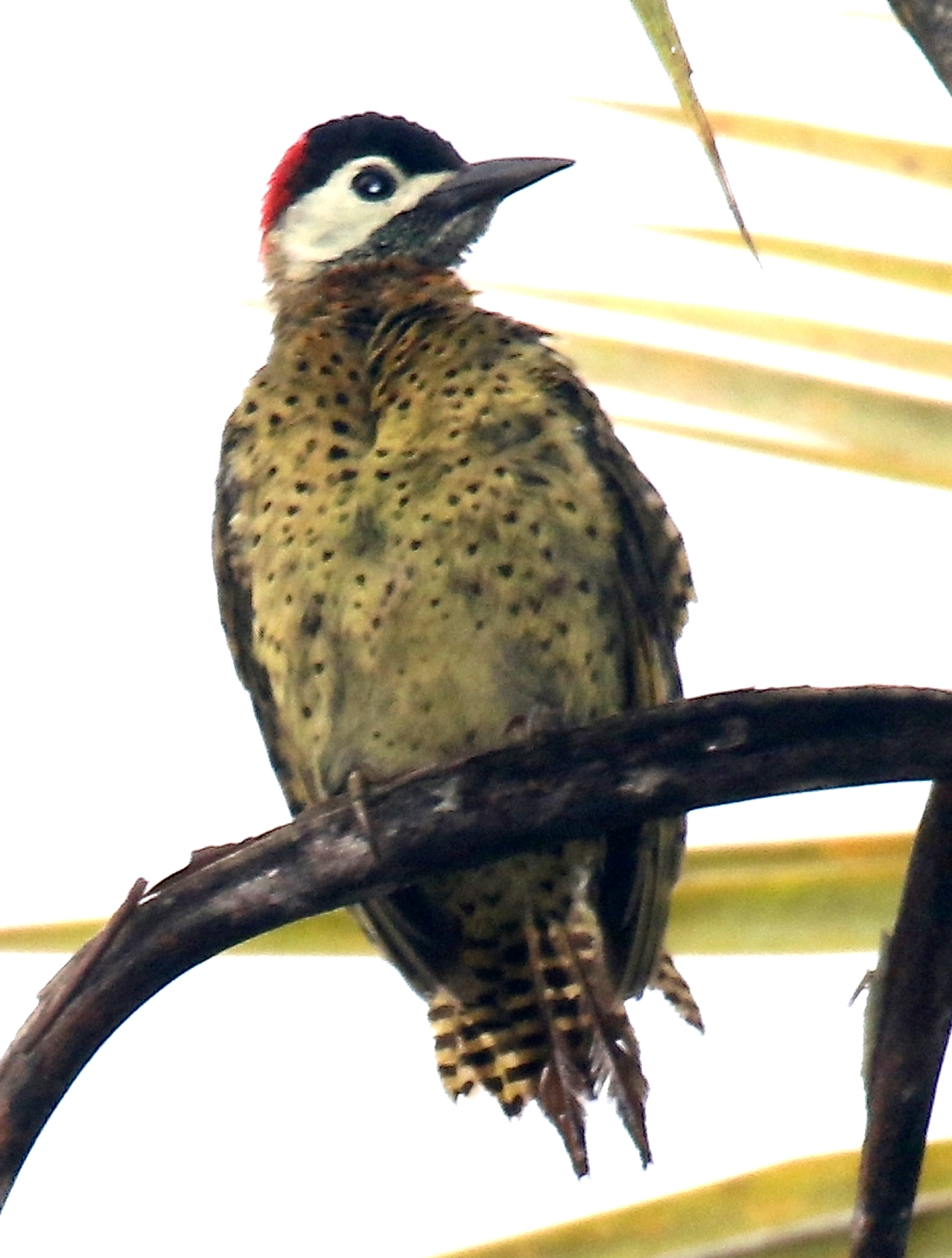
ماده C. p. guttatus در Sacha Lodge، اکوادور